# 乔治主义

19世纪90年代的乔治主义运动徽章

乔治主义（英語：Georgism），又稱地公主义（Geoism），历史上曾被称为单一税收運動（single tax movement），是由美国经济学家和社会改革家亨利·乔治提出的一种经济意识形态。它的主要观点为：尽管人们应该拥有他们通过生产活动所创造的财富，但是所有由自然而来的东西，尤其是土地，应该平等地属于所有社会成员。乔治主义通过平均土地权利试图将经济效率与社会正义相结合。
乔治主义的主要政策主张是通过对土地价值进行评估，在此基础上征收地价税（Land value tax, LVT），来取代不公平和低效的现有税收。乔治主义者主要试图解决土地所有权、自然垄断、污染和公地控制造成的寻租问题；任何总数量固定、无法通过生产活动生产的自然资源都可以产生经济租金，但经济租金最为经典和重要的例子来源于城市地区的土地垄断。乔治主义者因而主张，对经济租金，特别是地产，进行单一征税——即征收地價稅——是最有效、公平和平等的征税方式。一些乔治主义者还主张通过基本收入（UBI）将土地税的税收返还给人民。
乔治主义的基本概念在亨利·乔治的著作《进步与贫困》（Progress and Poverty, 1879 年）中得到了广泛推广，而其哲学基础可以追溯到约翰·洛克、约翰·斯图尔特·密尔、巴鲁赫·斯宾诺莎和托马斯·潘恩等早期自由主义思想家。早于乔治的亚当·斯密和大卫·李嘉图等经济学家都观察到，对土地收税不会导致经济效率下降和无谓损失。土地价值税也具有累進稅效应。乔治和后继的乔治主义者进一步认为，土地价值税将减少貧富差距，提高经济效率，消除城市土地利用不足的问题，以及避免房地产泡沫。
亨利·乔治的这些经济哲学理念在早期经常被称为单一税收主义，因为他的主要政治目标是建立一个以地價稅为单一税的税收系统。乔治主义，以及更通用的地公主义一词都是后来发明的词汇。
乔治主义思想在19世纪末至20世纪初在欧美广泛流行，并具有重要影响力。目前部分采用乔治主义政策（即以地价税为重要税种）的国家和地区则包括丹麦、立陶宛、新加坡和台湾等地。

## 比乔治早提出此观点的人
- 约翰·洛克
- 托马斯·佩恩
- 亚当·斯密
- 约翰·斯图尔特·密尔。其著作《政治經濟學原理》中就提到對土地買賣的資本利得加以課稅，因為地價上升是由地主改良及社會改良所致。所以扣除地主改良所增值的部分，應該完全歸還給全社會[24]。
- 赫伯特·斯宾塞

## 著名乔治主义者
- 温斯顿·丘吉尔
- 亨利·福特
- 孙中山。三民主义中的平均地权一项，其哲学基础便是乔治主义[25][26]。受其影响，台湾至今采用地价税税制。
- 马克·吐温

## 标注
1. ↑  这里和以下提到的“土地”都默认为指的是经济学意义上的土地。经济学里，土地不仅仅指常用口语里的土地，也指一切由自然、非人工方式创造的财富（比如矿产资源或林渔业资源）。详情见土地 (經濟學)和生产要素